# Grenade (canción)
«Grenade» es una canción interpretada por el cantautor estadounidense Bruno Mars, perteneciente a su primer álbum de estudio, Doo-Wops & Hooligans (2010). Es una balada pop y R&B compuesta por Mars junto a su equipo de producción The Smeezingtons, y con la colaboración de Andrew Wyatt, Ari Levine, Brody Brown, Claude Kelly y Philip Lawrence. La pista fue desarrollada a partir de una maqueta realizada por el productor Benny Blanco, cuya temática era similar a la que sería la versión final. Su letra narra la historia de cómo una chica le rompió el corazón a Mars a pesar de sus mejores esfuerzos. Elektra Records la lanzó como el segundo sencillo de Doo-Wops & Hooligans el 28 de septiembre de 2010 a través de la tienda digital iTunes.
Tras su lanzamiento, algunos especialistas musicales elogiaron su letra y producción, aunque otros criticaron sus metáforas violentas. Además, su estilo musical fue comparado con el de Michael Jackson. La pista consiguió tres nominaciones a los premios Grammy de 2012, por canción y grabación del año y mejor interpretación vocal de pop masculina, pero perdió contra «Someone like You» en la primera categoría y «Rolling in the Deep» en las dos restantes, ambas canciones de la cantautora británica Adele.
«Grenade» obtuvo un buen recibimiento comercial, ya que ocupó el puesto número uno en las listas musicales de países como Alemania, Australia, Canadá, Dinamarca, Irlanda, Nueva Zelanda y Suecia. Según la IFPI, fueron vendidas mundialmente 10,2 millones de descargas del sencillo durante 2011, que lo convierte en el segundo más exitoso de dicho año.
Parte de la promoción de la canción se realizó con un video lanzado a través de MTV y MTV.com el 19 de noviembre. En él, se ve al cantautor arrastrar un piano vertical a través de Los Ángeles. Al llegar a la casa de su amada, descubre que está con otro hombre, por lo que decide marcharse y suicidarse. A pesar de que su recepción crítica fue dispar, Mars recibió un reconocimiento por parte de MTV debido a las más de 20 mil reproducciones que recibió a través de sus señales televisivas. Recibió tres nominaciones a los MTV Video Music Awards de 2011 en las categorías de vídeo del año, mejor vídeo masculino y mejor vídeo pop, pero perdió todas ellas. Además, Mars interpretó el tema en su gira mundial The Moonshine Jungle Tour (2013-14) y distintos programas de televisión, como Late Show with David Letterman, Wetten, dass..? y Saturday Night Live.

## Desarrollo y composición
«Grenade» fue compuesta por Andrew Wyatt, Ari Levine, Brody Brown, Bruno Mars, Claude Kelly y Philip Lawrence y producida por The Smeezingtons, a partir de una maqueta con temática similar a la versión final que el productor Benny Blanco le presentó a Mars. Los compositores comenzaron escribiendo el estribillo y luego agregando los versos, sin embargo, tardaron más de dos meses en agregar la última línea, «but you won't do the same». A pesar de que su producción original estaba basada en una melodía optimista de música surf de los años 1960, Mars tocó la canción en una ocasión en forma de balada, versión que su discográfica Elektra Records prefirió. Tras ser incentivado por su sello, Mars la grabó nuevamente y la agregó a Doo-Wops & Hooligans.
«Grenade» es una balada de género pop y R&B, que presenta elementos del pop de los años 1980 y soul. Durante su instrumentación también incorpora un coro, una melodía de piano y tambores tribales. Jon Caramanica del The New York Times comentó que los tambores son «mordernizados» de los usados por Kanye West en sus obras, mientras que Scott Kara del The New Zealand Herald señaló que el estilo de su pulso es similar al utilizado por Shakira. De acuerdo con la partitura publicada por la compañía EMI Music Publishing en el sitio Musicnotes, tiene un tempo de 108 pulsaciones por minuto y está compuesta en la tonalidad de re menor. El registro vocal de Mars se extiende desde la nota la♯3 hasta la re♯6. Ari Levine comentó: «los tambores en "Grenade" vinieron de una combinación de mi MPC y algunos tambores de software, y creé el sonido del piano en el Fantom. El resto de los sonidos de sintetizador vinieron del Virus, y usé el V-Synth y MicroKorg en casi todo. Bruno y yo tocábamos los teclados y Brody Brown tocaba el bajo».

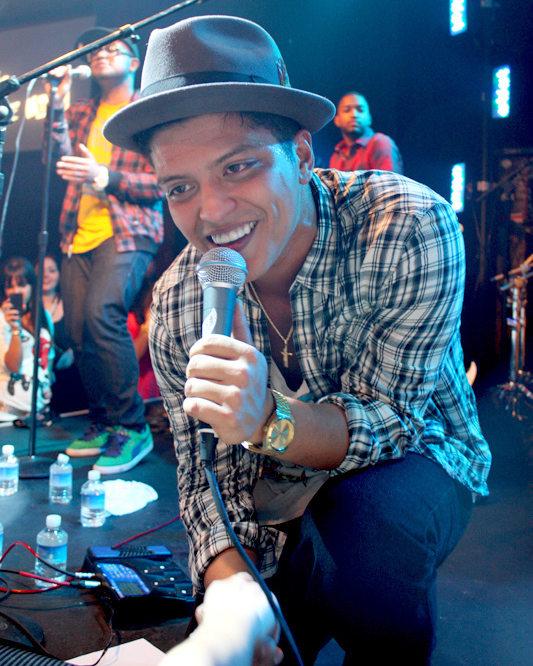
Mars cantando en Las Vegas en septiembre de 2010.

La letra narra la dolorosa historia de cómo una chica le rompió el corazón a Mars a pesar de sus mejores esfuerzos. Al respecto comentó:

«Ya sabes, escribo un montón de canciones acerca de estar enamorado, sobre lo hermosas que son las mujeres, pero definitivamente he experimentado otro lado del amor, donde te encuentras en una situación en la que una chica te gusta mucho, pero acabas de saber que es un hecho que ella no te ama de la misma manera. "Grenade" es la forma extrema de decir "yo haría cualquier cosa por ti y, ¿por qué no puedo sentir que tú harías lo mismo por mí?" Así que creo que a la gente le va a gustar. Es, definitivamente, un lado diferente [de mí]».

El tema abre con un crescendo melódico y lírico que es respaldado por pulsaciones rítmicas y sintetizadores. En seguida, la voz de Mars se acopla al ritmo y empieza a cantar. Luego, en las líneas «i'd catch a grenade for ya» (en español: «He tomado una granada por ti») y «you won't do the same» (en español: «Tú no harás lo mismo») afirma que moriría por su amor, pero que ella no haría lo mismo. Tim Byron, escritor del portal The Vine, consideró que «Grenade» es acerca de la sensación de abstinencia. Al respecto comentó: «Mars sabe que ella es mala para él, eso de ella es lo que está impidiendo que piense con claridad, que en realidad no puede tenerla como él quiere, pero aun así, no obstante, tiene deseos locos de ese torrente de cocaína romántico que recibe de ella». De manera similar, Meredith Whitmore y Adam R. Holz, autores de Pluggedin, escribieron que: «las heridas abiertas en el corazón sangrante de Mars son autoinfligidas, al menos en parte. Se trata de un hombre sin la fuerza de voluntad necesaria para pasar [de] página, incluso tras haber recibido una buena dosis de realidad sobre el carácter de esa mujer».

## Comentarios de la crítica

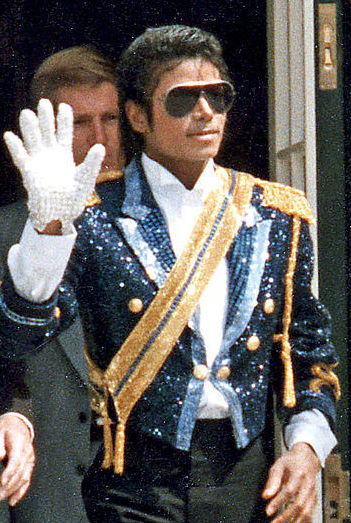
El estilo musical de «Grenade» fue comparado con el del cantante Michael Jackson.

«Grenade» contó con opiniones disparejas por parte de los críticos musicales. El sitio griego Miss.gr la elogió al comentar que es «pegadiza» y tiene «excelente música, letra, y una particular interpretación de Mars». David Vidal Sans de SoulSpain lo describió como «un tema intenso, triste, obstinado con el que un impotente Bruno decía ser capaz de coger una granada por ti, saltar de un tren por ti, una muestra de amor con locura y sin titubeos». Héctor Apostolopoulos, del portal griego Beat-Town, opinó en su crítica del disco: «La primera pista no es una "granada", pero es una excelente manera de empezar el álbum con un poco de pop y R&B. Hace hincapié en los colores vocales y, en general tiene un toque más cálido [que] la mayoría de las [otras] canciones, sobre todo las que se inclinan a baladas». Otros críticos también la escogieron como una de las mejores pistas en el álbum, como lo hizo Tim Sendra de Allmusic junto con «Just the Way You Are», «Our First Time» y «The Other Side». La especialista Leah Greenblatt de la revista Entertainment Weekly afirmó que «Grenade» es un punto destacado de Doo-Wops & Hooligans, al igual que Sean Fennessey del diario The Washington Post, en sus respectivas reseñas del disco. CBBC (una división de BBC) le dio cuatro estrellas de cinco en su revisión, en donde comentó que tiene un «estribillo épico». 
El sitio Common Sence Media también publicó su reseña del tema, en donde criticó sus «imágenes violentas», pero elogió la capacidad vocal de Mars:

«Incluso cuando canta una canción como "Grenade", no hay duda de que Mars tiene un don vocal. Sus notas altas y claras ayudan a esta canción a que se destaque entre la multitud inmensa de canciones synth pop, por ahí es uno de los casos fuertes para que su éxito continúe en sus lanzamientos futuros».

Sobre su letra, Chris DeLine de Culture Bully dijo que con «gotas de angustia de los labios de Mars a medida que avanza a través de sus letras, en cada uno de sus versos [el cantante] se pinta a sí mismo como la víctima del romance con el corazón roto». Fraser McAlpine de BBC escribió que «aquí está Bruno [con] su [tema] rompecorazones, dejando caer al arrogante caballero con su exceso de dulzura en "Just the Way You Are" y suplicando a su chica para que no rechace sus profundos sentimientos». Bill Lamb de About.com afirmó que tiene «letras que trascienden el corazón», y en 2013 la escogió como la mejor canción de Mars. Alexis Petridis del periódico The Guardian, en su revisión de Doo-Wops & Hooligans, comentó que el cantante «expresa su devoción de [un amor] no correspondido a través de una serie de metáforas violentas» y que cualquier observador podría sugerir que es la canción menos «inexplicable» del disco, en comparación con el resto de su contenido. Contrariamente, Spencer Hawk de la revista Little Village opinó que «Mars grita sus letras como si hubiese pasado por el peor tipo de dolor, pero sus gritos no se sienten genuinos».
Su estilo musical fue constantemente comparado con el de Michael Jackson: Xandre, editor del portal español Jenesaispop, comparó los coros de la canción con los del estilo de Jackson. Roberto Mucciacciaro de MTV señaló que tiene cierto parecido con «Dirty Diana» (1988) de Jackson, al igual que Robert Copsey de Digital Spy, quien percibió esa similitud en sus tambores. Tim Byron de The Vine también consideró que «Grenade» presenta referencias musicales del artista: «La voz de Mars tiene una calidad similar a la de Jackson [..] La melodía del estribillo suena como un guiño a [...] "Dirty Diana" de Jackson. Y cuando Mars canta "you tossed it in the trash, you did", el toque de vibrato en la palabra "did" —una marca Jackson— parece un homenaje obvio. Y, por último, Michael Jackson no era contrario a un poco de sentimiento exagerado». Por otro lado, el sitio Soul Culture aseguró que «Just the Way You Are» y «Grenade» tienen una producción similar, mientras que Marco Jeannin, de la versión italiana del portal Rockol, encontró a su estribillo «sobreproducido».
Otros especialistas fueron más críticos con la canción: Rob Hurst del sitio web New Beats Media declaró que: «Esta canción no es completamente basura. Me refiero a que la producción es bastante buena si te gustan este tipo de cosas [...] Solo deseo que se hubiese trabajado un poco más duro en la letra y la melodía, ya sabes, los beats reales que componen una canción. [Tiene] una constante repetición de clichés estúpidos, seguidos por un estribillo débil de rimas obvias». Recibió tres nominaciones en los premios Grammy de 2012, a canción, grabación del año y mejor interpretación vocal pop solista. Sin embargo, perdió todas ellas ante Adele.

## Recibimiento comercial
«Grenade» alcanzó la primera posición en dieciséis listas de popularidad y vendió un total de 10,2 millones de copias digitales en 2011, lo que lo convirtió en el segundo sencillo más exitoso de dicho año, detrás de «Just the Way You Are». En Australia debutó en el puesto cuarenta del conteo ARIA Singles Chart y cinco semanas después alcanzó el número uno. Luego de su éxito en el país, la ARIA certificó al sencillo con cinco discos de platino por la venta de 350 000 ejemplares digitales. En su primera semana en el Reino Unido, la canción encabezó su lista con un total de 149 834 copias vendidas. De esta forma, Mars logró la mejor semana de apertura del mes de enero en la lista desde que en 1996 «Spaceman» de Babylon Zoo debutó con 383 000 unidades. En julio de 2013, la BPI lo condecoró con un disco de platino por la venta de 600 mil copias. En Austria llegó a la segunda posición y se mantuvo allí durante tres semanas no consecutivas. Para fin de año, se convirtió en la undécima canción más exitosa del 2011 y recibió un disco de oro por parte de la IFPI.
Gracias a sus 559 000 descargas vendidas y 89 millones de oyentes en radios, «Grenade» encabezó el Billboard Hot 100, la lista de las canciones más populares en los Estados Unidos. También alcanzó el puesto uno en Pop Songs, Digital Songs y Radio Songs, conteos de zonas específicas de índices de popularidad. Para final de año, se ubicó en la posición seis en todas ellas. Con «Grenade», Mars se convirtió en el primer artista masculino en más de trece años en hacer que sus primeros dos sencillos encabezaran el Hot 100. Meses después la RIAA otorgó cinco discos de platino a la canción por la venta de cinco millones de ejemplares en el país. La canción encabezó la lista de airplay de Israel, con ochenta y ocho reproducciones en radios de todo el país. En Alemania debutó en la posición ocho, y tres semanas después alcanzó el uno, donde se mantuvo por seis semanas no consecutivas. Luego la BVMI le dio a Mars tres discos de oro, por la venta de 450 000 de unidades de la pista en el territorio alemán. En la lista de Italia ingresó en el puesto nueve y luego ascendió al ocho, en donde pasó otra semana antes de salir del conteo. A pesar de que solo pasó tres semanas en la lista italiana, recibió un disco de platino por parte de la FIMI.
En Nueva Zelanda, el tema pasó veintinueve semanas en su conteo y lo encabezó durante tres. Gracias a sus 30 000 ejemplares vendidos, obtuvo una certificación de doble platino por parte de la RIANZ. Otros países donde se alzó en lo más alto de sus listas fueron Dinamarca, Irlanda, Noruega y Suecia. En el primero de estos vendió la cantidad de 30 000 copias, suficientes para ser platino. En las dos regiones de Bélgica alcanzó los diez primeros y recibió un disco de oro. En Eslovaquia, Finlandia y los Países Bajos logró la tercera posición, mientras que en Francia la siete. No obstante su éxito fue bajo en otros países; solo pasó dos semanas en la lista de Japón y alcanzó únicamente el puesto treinta y seis. En España debutó en la posición cincuenta, y en su quinta semana alcanzó solo la veintiuno. A pesar de su baja recepción comercial en territorio español, fue la novena canción más escuchada en el servicio de streams Spotify durante 2011.
A continuación las posiciones y certificaciones de «Grenade» en distintos países representadas en tablas:

### Semanales
| Alemania          | Single Top 10            | 1  |
| Australia         | ARIA Single Chart        | 1  |
| Austria           | Austrian Charts          | 2  |
| Bélgica (Flandes) | Ultratop 50              | 3  |
| Bélgica (Valonia) | Ultratop 40              | 6  |
| Canadá            | Canadian Hot 100         | 1  |
| Dinamarca         | Tracklisten              | 1  |
| Escocia           | Top 40 Scottish Singles  | 1  |
| Eslovaquia        | Radio Top 100 Chart      | 3  |
| España            | Spanish Charts           | 21 |
| Estados Unidos    | Billboard Hot 100        | 1  |
| Estados Unidos    | Pop Songs                | 1  |
| Estados Unidos    | Digital Songs            | 1  |
| Estados Unidos    | Radio Songs              | 1  |
| Finlandia         | Finnish Charts           | 3  |
| Francia           | Les Charts               | 7  |
| Irlanda           | Irish Singles Chart      | 1  |
| Israel            | Media Forest             | 1  |
| Italia            | Italian Charts           | 8  |
| Japón             | Japan Hot 100            | 36 |
| Luxemburgo        | Luxembourg Digital Songs | 2  |
| Noruega           | Norwegian Charts         | 1  |
| Nueva Zelanda     | NZ Top 40 Singles Chart  | 1  |
| Países Bajos      | Dutch Top 40             | 3  |
| Reino Unido       | UK Singles Chart         | 1  |
| Suecia            | Swedish Top 60 Singles   | 1  |
| Suiza             | Singles Top 75           | 1  |

### Anuales
| País              | Lista                   | Posición |      |      |      |      |      |
| 2010              | 2010                    | 2010     | 2010 | 2010 | 2010 | 2010 | 2010 |
| ----------------- | ----------------------- | -------- | ---- | ---- | ---- | ---- | ---- |
| Australia         | Australian Charts       | 32       |      |      |      |      |      |
| Países Bajos      | Dutch Top 40            | 188      |      |      |      |      |      |
| 2011              |                         |          |      |      |      |      |      |
| Australia         | Australian Charts       | 21       |      |      |      |      |      |
| Austria           | Ö3 Austria Top 40       | 11       |      |      |      |      |      |
| Bélgica (Flandes) | Ultratop 50             | 12       |      |      |      |      |      |
| Bélgica (Valonia) | Ultratop 40             | 31       |      |      |      |      |      |
| Canadá            | Canadian Hot 100        | 7        |      |      |      |      |      |
| Estados Unidos    | Billboard Hot 100       | 6        |      |      |      |      |      |
| Estados Unidos    | Pop Songs               | 6        |      |      |      |      |      |
| Estados Unidos    | Digital Songs           | 6        |      |      |      |      |      |
| Estados Unidos    | Radio Songs             | 6        |      |      |      |      |      |
| Nueva Zelanda     | NZ Top 40 Singles Chart | 20       |      |      |      |      |      |
| Países Bajos      | Dutch Top 40            | 9        |      |      |      |      |      |
| Reino Unido       | UK Singles Chart        | 6        |      |      |      |      |      |
| Suiza             | Single Top 75           | 5        |      |      |      |      |      |

### Certificaciones
| País           | Organismo certificador | Certificación | Ventas certificadas | Ref.   |
| -------------- | ---------------------- | ------------- | ------------------- | ------ |
| Alemania       | BVMI                   | 3× Oro        | 450 000             | [ 70 ] |
| Australia      | ARIA                   | 7× Platino    | 490 000             | [ 55 ] |
| Austria        | IFPI Austria           | Platino       | 30 000              | [ 62 ] |
| Bélgica        | BEA                    | Oro           | 15 000              | [ 75 ] |
| Canadá         | CRIA                   | 6× Platino    | 480 000             | [ 97 ] |
| Dinamarca      | IFPI Dinamarca         | Platino       | 30 000              | [ 74 ] |
| Estados Unidos | RIAA                   | Diamante      | 10 000              | [ 68 ] |
| Italia         | FIMI                   | Platino       | 30 000              | [ 72 ] |
| Nueva Zelanda  | RIANZ                  | 2× Platino    | 30 000              | [ 73 ] |
| Reino Unido    | BPI                    | 2× Platino    | 1 200 000           | [ 59 ] |
| Suiza          | IFPI Suiza             | 3× Platino    | 90 000              | [ 98 ] |

## Promoción

### Vídeo musical
El australiano NABIL, quien trabajó con artistas como The Black Eyed Peas, Kanye West y John Legend, dirigió el vídeo musical de la canción. En una entrevista en el detrás de escenas, Mars explicó su concepto, al comentar que: «Es mi lucha, para decirle a esta chica que yo haría cualquier cosa por ella [...] así que voy tan lejos, como arrastrar un piano, para obtenerla y poder cantarle con el corazón». Además, contestó sarcásticamente a los rumores relacionados con el uso de efectos especiales: 

«Mucha gente piensa que esto es un truco de cámara, y que no es un piano pesado, por suerte, he estado haciendo alrededor de, ya sabes, 800 a 967 flexiones todos los días, por lo que no es gran cosa, puedo manejarlo».

Se estrenó el 19 de noviembre de 2010 en MTV y MTV.com. Durante la mayor parte de la trama el cantante arrastra un piano vertical a través de la ciudad de Los Ángeles, California, aunque también se muestran escenas de Mars en la oscuridad, rodeado de ventanas mojadas con agua de lluvia. Él arrastra el piano hasta la casa de su amante, aunque al descubrir que está con otro hombre, decide irse. Este finaliza con el interpreté colocándose junto al piano en frente de un tren a toda velocidad.
Su respuesta crítica fue dispar: Sierra Marquina de RyanSeacrest.com escribió que Mars muestra «el lado más oscuro del amor» en el vídeo. 
James Montgomery de MTV News también le dio una crítica ambivalente, en donde dijo que «después de todo, hubiera sido fácil —y esperado— que [Mars] haga algo resbaladizo, sexy y/o empalagoso, una cosa brillante en el que canta desde un tejado en algún lugar, se quita la camisa y de alguna manera termina con la chica. Nada de eso sucede aquí. Por lo contrario, vemos a Mars, luchando y sudando, siendo objeto de burlas y tentado, cayendo y levantándose de nuevo [...] él se queda solo, sin amor. Probablemente aplastado por un tren». Andrew Winistorfer de la revista Prefix criticó duramente el concepto y lo acusó de comercial. Opinó que: «El video es bastante bonito, supongo, aunque no entiendo muy bien el simbolismo de arrastrar un piano alrededor [de Los Ángeles]. ¿Es la música cobarde de Mars la carga que debe soportar para siempre?». Sin embargo, Brian Zacher del sitio Examiner dijo que compartía la genialidad de su anterior videoclip «Just the Way You Are». Ricky Ribeiro de Bark + Bite opinó:

«Como de costumbre, Bruno demuestra la eficacia de la simplicidad. El piano como una carga es una buena metáfora para el vídeo. La gente pasa mucho tiempo en relaciones en las que transportan más de la cuota justa de peso, sólo para ser rechazada y dejada sin nada al final. Pero Bruno podría haber hecho [algo] más para mostrar un poco de emoción [...] Bruno se queda con cara de piedra, no haciendo más que apretar los dientes».

Recibió tres candidaturas en los MTV Video Music Awards de 2011: vídeo del año, mejor vídeo masculino y mejor vídeo pop, pero perdió ante «Firework» de Katy Perry, «U Smile» de Justin Bieber y «Till the World Ends» de Britney Spears, respectivamente. Mark Graham de VH1 lo escogió como el segundo mejor vídeo de 2011. En los MTV Video Play Awards se le otorgó a Mars un reconocimiento «doble platino» por la reproducción de más de 20 000 veces del videoclip en señales MTV de todo el mundo. Además fue más visto del año de Internet en el Reino Unido.

### Presentaciones en directo
Previo a su lanzamiento, Mars interpretó el tema en su recital en el Bowery Ballroom de Nueva York el 25 de agosto de 2010, donde estuvo acompañado de una banda de cuatro integrantes. John Macdonald de Spin comentó que «a pesar de un par de problemas de paso aquí y allá, Mars demostró ser tan buen actor [al igual que] lo es como compositor». El 9 de octubre del mismo año realizó dos presentaciones en el programa estadounidense Saturday Night Live, en donde cantó «Just the Way You Are», «Nothin' on You» y «Grenade». Walter Frazier de la revista Billboard analizó la presentación y comentó: «La banda de apoyo de Mars, The Smeezingtons, vistieron a la moda rockabilly de los años 50; mientras [que] Mars parecía una especie de Elvis moderno, que desbordaba inspiración para el público de SNL».
Luego presentó una versión blues de la canción en el talk show estadounidense Late Show with David Letterman, el 11 de noviembre, junto a una banda femenina de cuerdas. Story Gilmore de Neón Limelight afirmó que «el cantante [...] rasgaba con su guitarra mientras cantaba la melodía, con el respaldo de sus coristas y una magnífica banda de cuerdas». Robbie Draw del sitio Idolator.com también escribió una reseña positiva, comentó que «Bruno Mars impactó anoche en el Late Show with David Letterman y dejó un pedazo de su corazón en el escenario después de dar vuelta a una emotiva interpretación blues de su nuevo sencillo "Grenade"». Más tarde, el intérprete la cantó en The Today Show el 22 de noviembre y el 28 en los Soul Train Music Awards. También se presentó en el programa The Ellen DeGeneres Show, el 6 de enero del año siguiente, acompañado de un pianista, una banda de cuerdas y tres coristas. Además realizó una actuación en la BBC Radio 1, el 19 de enero, y en la versión holandesa del programa The Voice el 21 de enero. Semanas después, cantó junto a Janelle Monae y B.o.B «Nothin' on You» y «Grenade» en los premios Grammy de 2011 el 13 de febrero. Durante su visita a Alemania, interpretó el tema en el programa Wetten, dass..? y en los premios ECHO, el 19 y 28 de marzo, respectivamente. Adicionalmente, Mars presentó la pista en su gira mundial The Moonshine Jungle Tour (2013-14).

## Versiones de otros artistas
Algunos artistas realizaron sus propias versiones y remezclas de la canción. El grupo estadounidense Boyce Avenue versionó «Grenade» y la incluyó en su sexto EP New Acoustic Sessions, Vol. 1. De igual forma, Gavin Mikhail incluyó su versión y el instrumental del tema en su álbum Grenade, publicado en 2011. El rapero estadounidense Lil Wayne compartió el 12 de febrero de 2011 una remezcla idéntica a la original, salvo por dieciséis segundos de un verso suyo. El cuarteto femenino RichGirl creó su propia remezcla y la incluyó en su mixtape Fall in Love with RichGirl, de 2011.
El cantante español Sergio Rivero subió su versión del tema a su cuenta oficial de YouTube el 11 de noviembre de 2011, en donde se lo escucha acompañado solo de una guitarra. Gerrie van Dijk-Dantuma y Michelle Chamuel, concursantes de The Voice of Holland y su versión estadounidense, respectivamente, cantaron el tema durante la competencia y lo lanzaron de forma digital a través de iTunes. El cantante japonés GILLE incluyó su versión de la pista en su primer EP Lead the Way, de 2012. Will Chase, quien interpreta a Michael Swift en la serie televisiva Smash, la cantó durante el episodio «Enter Mr. DiMaggio», transmitido originalmente el 20 de enero de 2012.
La agrupación Nathaniel Drew y Salt Lake Pops Orchestra la remezcló y con la colaboración vocal de Alex Boyé y Lindsey Stirling, la lanzaron como sencillo el 13 de julio. La banda estadounidense Memphis May Fire también grabó su versión, que fue lanzada como sencillo el 2 de octubre en iTunes. Posteriormente se incluyó en el álbum recopilatorio Punk Goes Pop 5, publicado por Fearless Records en 2012. Para celebrar sus quince años en la industria musical, el grupo holandés Within Temptation tocó de forma semanal canciones de otros artistas, entre ellas «Grenade», en el programa Q-Music. Su versión accedió al Ultratip de Bélgica y a la lista de sencillos más populares de los Países Bajos. La cantante filipina Lea Salonga y la británica Natalia Kills también realizaron sus respectivas versiones de la pista.

## Formatos y remezclas
Elektra Records la lanzó el 28 de septiembre de 2010 a través de iTunes, y luego fue publicada en formato de sencillo en CD en Alemania el 4 de febrero de 2011. Un EP con distintas versiones de la pista también se lanzó el 8 del mismo mes, a través de iTunes.
A continuación un listado detallado con todas las versiones publicadas de la canción de manera oficial:
- Descarga digital

| «Grenade» — Sencillo |           |          |  |
| N.º                  | Título    | Duración |  |
| 1.                   | «Grenade» | 3:42     |  |

| «Grenade» — Sencillo en CD |                                                                   |          |  |
| N.º                        | Título                                                            | Duración |  |
| 1.                         | «Grenade»                                                         | 3:42     |  |
| 2.                         | «Just the Way You Are» (Carl Louis & Martin Danielle Classic Mix) | 5:17     |  |

| The Grenade Sessions — EP |                                         |          |  |
| N.º                       | Título                                  | Duración |  |
| 1.                        | «Grenade»                               | 3:42     |  |
| 2.                        | «Catch a Grenade» (The Hooligans Remix) | 3:30     |  |
| 3.                        | «Grenade» (Passion Pit Remix)           | 6:10     |  |
| 4.                        | «Grenade» (Versión acústica)            | 4:09     |  |
| 5.                        | «Grenade» (Vídeo musical)               | 3:40     |  |

## Premios y nominaciones
Artículo principal: Bruno Mars.
«Grenade» recibió múltiples nominaciones en distintas ceremonias de premiación, las que se destacan sus tres candidaturas a los MTV Video Music Awards de 2011 y a los premios Grammy del siguiente año. A continuación, una lista con las nominaciones que obtuvo el sencillo:
| Año  | Ceremonia de premiación | Premio                                 | Resultado | Ref.    |
| ---- | ----------------------- | -------------------------------------- | --------- | ------- |
| 2011 | MTV Europe Music Awards | Canción del año                        | Nominado  | [ 134 ] |
| 2011 | MTV Video Music Awards  | Vídeo del año                          | Nominado  | [ 29 ]  |
| 2011 | MTV Video Music Awards  | Mejor vídeo masculino                  | Nominado  | [ 29 ]  |
| 2011 | MTV Video Music Awards  | Mejor vídeo pop                        | Nominado  | [ 29 ]  |
| 2011 | Teen Choice Awards      | Canción revelación                     | Nominado  | [ 135 ] |
| 2012 | ASCAP Awards            | Canción más interpretada               | Ganador   | [ 136 ] |
| 2012 | Premios Grammy          | Grabación del año                      | Nominado  | [ 15 ]  |
| 2012 | Premios Grammy          | Canción del año                        | Nominado  | [ 15 ]  |
| 2012 | Premios Grammy          | Mejor interpretación vocal pop solista | Nominado  | [ 15 ]  |
| 2012 | Swiss Music Awards      | Mejor éxito internacional              | Nominado  | [ 137 ] |

## Créditos y personal
- Composición: Andrew Wyatt, Ari Levine, Brody Brown, Bruno Mars, Claude Kelly y Philip Lawrence.
- Producción: The Smeezingtons.
- Mezcla: Manny Marroquin.
- Mezcla adicional: Christian Plata y Erik Madrid.
- Instrumentación: Ari Levine, Brody Brown y Bruno Mars.

Fuente: Discogs.